# 阿克曼 (密西西比州)
阿克曼（英語：Ackerman）是一個位於美國密西西比州喬克托縣的城鎮。根據2010年美國人口普查，該地共人口3623人，而該地的面積約為5.87平方千米。同時該地也是喬克托縣的縣治。

## 地理
阿克曼的座標為33°18′41″N 89°10′29″W / 33.31139°N 89.17472°W，而該地的平均海拔高度為159米（即522英尺）。